# حب لا يموت (مسلسل)
حب لا يموت هو مسلسل تلفزيوني مصري من إنتاج عام 2015.

## قصة المسلسل
تدور أحداث المسلسل حول العلاقات الإنسانية، وما يمكن أن يترتب على بعضها من قصص حب أو غدر وخداع، من خلال إطار رومانسي اجتماعي تتشابك في نسيجه القصص والعلاقات والشخصيات.

## الممثلون
- محمد رياض[5]
- إيمان العاصي
- أحمد راتب
- حنان مطاوع
- أحمد صلاح حسني
- هشام قدري
- أحمد صيام
- راندا البحيري
- سهر الصايغ
- نورهان
- ميرهان حسين
- دنيا المصري
- شمس
- إيناس عز الدين
- أميمة
- عبير منير
- حمادة بركات
- حسن عيد